# Immanuelkirche (Düsseldorf)

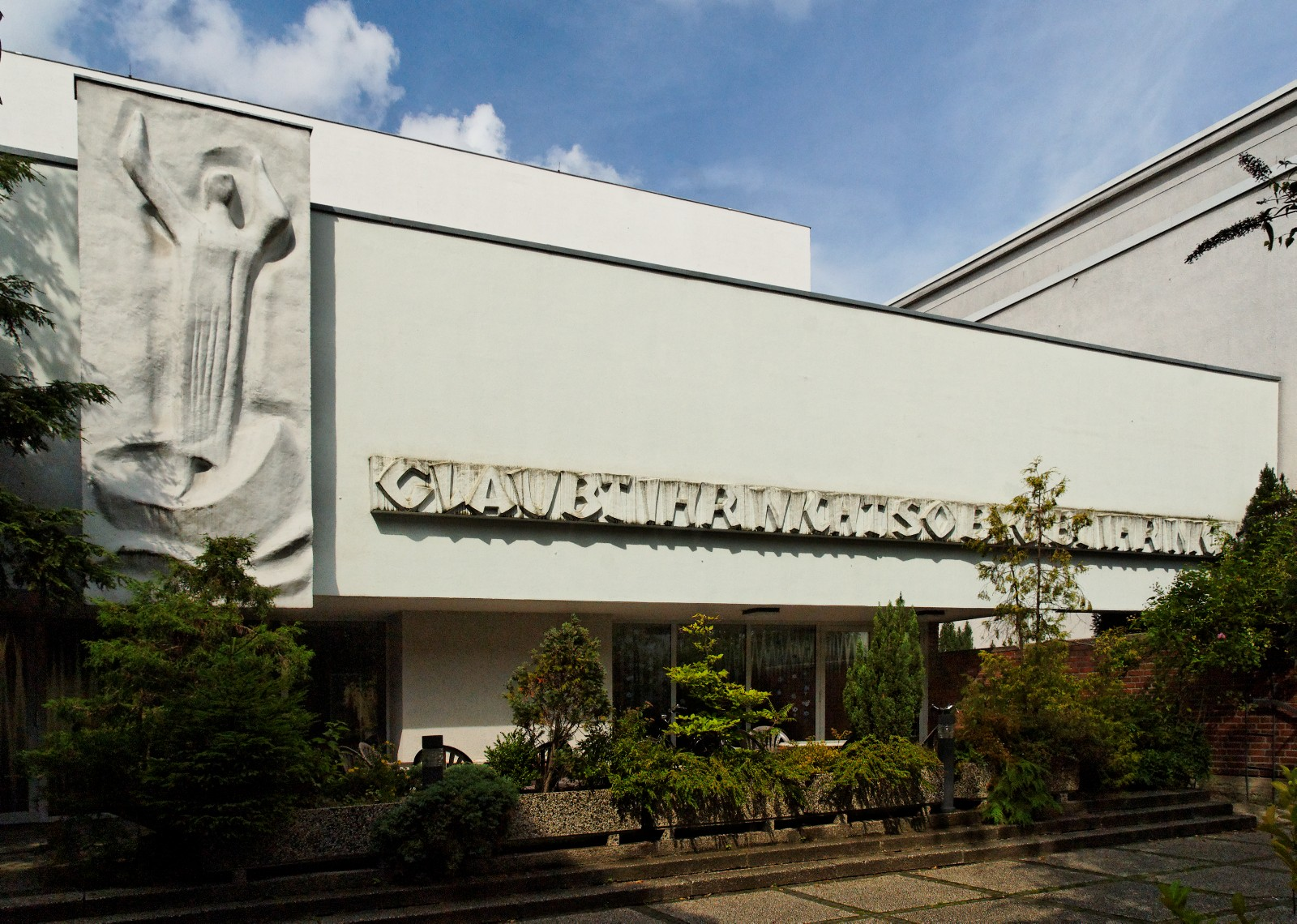
Immanuelkirche

Die Immanuelkirche an der Pionierstraße 61 in Düsseldorf-Friedrichstadt wurde 1965 bis 1966 nach Plänen des Architekten Heinz Kalenborn für die evangelische Friedenskirchgemeinde erbaut. Sie ist ein Beispiel für die Verwendung von Beton als Baumaterial. So sind die „Innen- und Außenseiten der Wandflächen in Sichtbeton“ ausgeführt. Das Relief „Jesus im Boot“ und der Schriftzug „Glaubt Ihr nicht so bleibt Ihr nicht“ sind Arbeiten des Düsseldorfer Künstlers Curt Beckmann.
Die Kirche wurde 2013 geschlossen.

## Beschreibung
Der Gebäudekomplex besteht aus drei Gebäuden, die eine schmale Baulücke in einem engen Hinterhof schließen. Zur Straße hin befindet sich ein Wohnhaus, in dem der Gemeinderat, die Schwesternstation und die Pfarrwohnung beheimatet sind, während im Hinterhof der Kirchenbau zu finden ist. Der Vorhof zwischen Kirche und Wohnhaus wird von dem in der Mitte befindlichen Kindergarten als Spielplatz genutzt. Das Erdgeschoss des Wohnhauses ist weitgehend offen gelassen, wodurch Durchblicke von der Straßenseite auf den Hinterhof mit Kirchenbau möglich sind. In den Kirchenraum fällt über die Empore am Vorhof und über den rückwärtigen Bauwich Tageslicht hinein.

## Orgel

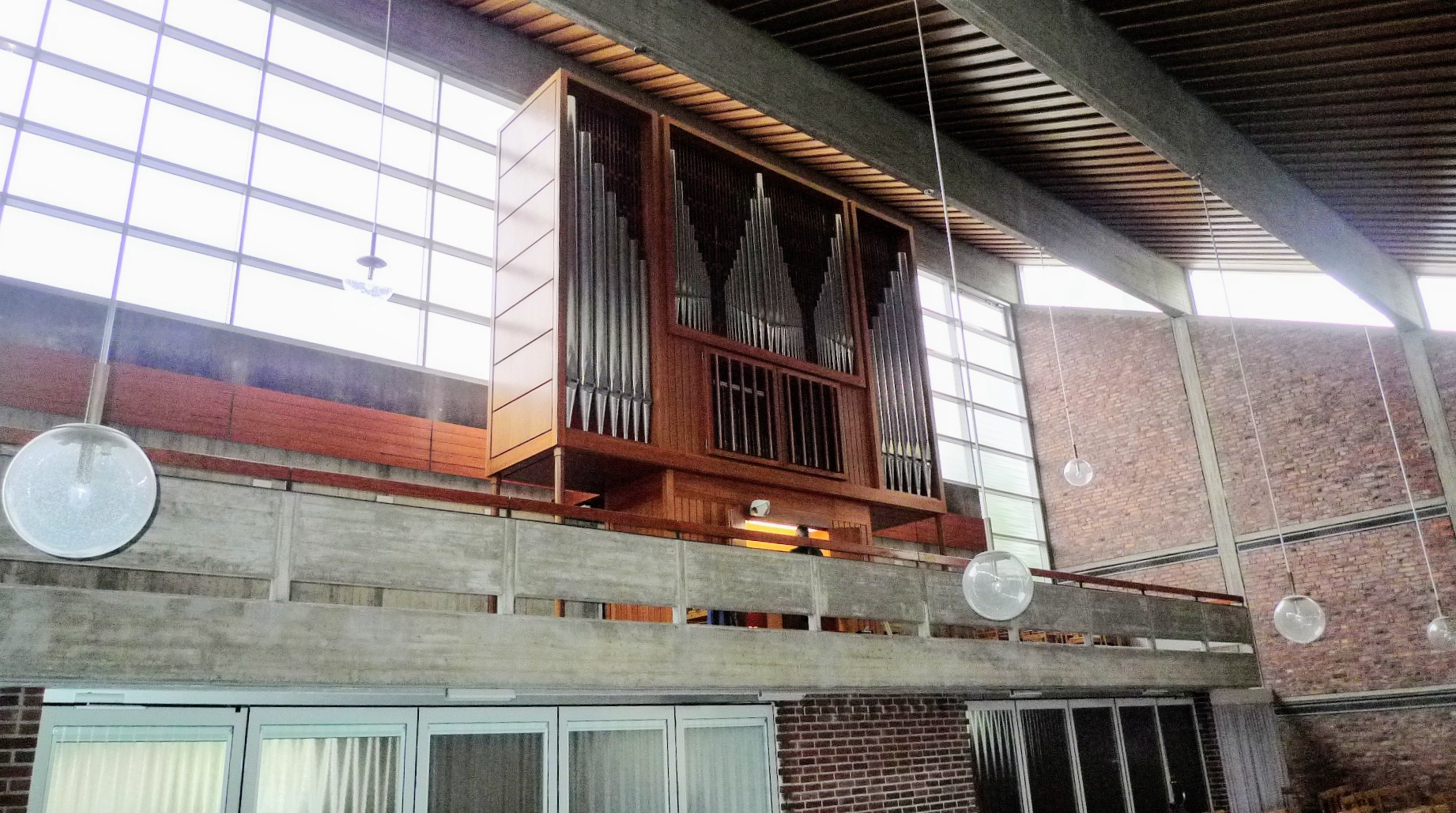
Empore mit Orgel

Die Orgel wurde 1967 von der Orgelbaufirma Rudolf von Beckerath (Hamburg) erbaut. Das Schleifladen-Instrument hat 25 Register auf zwei Manualen und Pedal. Die Trakturen sind mechanisch. Nach Aufgabe der Kirche wurde das Instrument 2023 über Andreas Ladach vermittelt und von Filip Harant in die Kostol Sedembolestnej Panny Márie in der Stadt Martin (Mittelslowakei) umgesetzt. Die Disposition lautet:
| I Hauptwerk C–g3 |             |       |
| 1.               | Quintadena  | 16′   |
| 2.               | Prinzipal   | 8′    |
| 3.               | Spielflöte  | 8′    |
| 4.               | Oktave      | 4′    |
| 5.               | Koppelflöte | 4′    |
| 6.               | Nasat       | 2 ⁄3′ |
| 7.               | Flachflöte  | 2′    |
| 8.               | Mixtur V    | 1 ⁄3′ |
| 9.               | Trompete    | 8′    |

| II Schwellwerk C–g3 |             |        |
| 10.                 | Holzgedackt | 8′     |
| 11.                 | Prinzipal   | 4′     |
| 12.                 | Rohrflöte   | 4′     |
| 13.                 | Oktave      | 2′     |
| 14.                 | Terz        | 1 3⁄5′ |
| 15.                 | Quinte      | 1 ⁄3′  |
| 16.                 | Sifflöte    | 1′     |
| 17.                 | Scharf IV   |        |
| 18.                 | Krummhorn   | 8′     |
|                     | Tremulant   |        |

| Pedal C–f1 |                 |     |
| 19.        | Prinzipal       | 16′ |
| 20.        | Oktave          | 8′  |
| 21.        | Metallflöte     | 4′  |
| 22.        | Nachthorn       | 2′  |
| 23.        | Rauschpfeife IV |     |
| 24.        | Fagott          | 16′ |
| 25.        | Schalmei        | 4′  |

- Koppeln: II/I, I/P, II/P